# G-LEX
G-LEX（じーれっくす）、FUNAI G-LEX（ふない じーれっくす）は、船井電機グループのユーエフネットが提供していたインターネット電話サービスである。
フュージョン・コミュニケーションズのIP電話ネットワークを利用することで、インターネット電話ながら、050番号で発着信が可能である。以下の「歴史」にも記されているが、日本の企業が行う他のインターネット電話と比較して画期的な点は、無料で登録でき、本サービスの内線番号にて通話できる「G-LEX 基本サービス」においても、一般電話から着信できる点である。050で始まる代表番号に電話すると、アナウンスが流れるので、本サービスの内線番号をトーンダイヤルすると、ソフトフォンが呼び出され、後に記述のある「声メール」「着信プロファイル」も利用できる。その為、有料サービスである050番号サービスに加入する前段階として、固定電話や携帯電話から本サービスにかけた際の音質や安定性、オプションサービス機能を月額費用無料で確認することができる。「G-LEX 050番号サービス」に加入すると、月額基本料で自分の050番号を維持でき、「声メール」「留守録サービス」「お知らせメール機能」「他番号呼び出し」「不在アナウンス」等を着信プロファイルで設定し、着信パターンを設定する事ができる。

## クライアントフリー
SIPをプラットフォームとしており、幅広い種類の端末を利用することができる。
PC（パーソナルコンピュータ）上で起動するソフトフォンのSJPhone、X-LITEを推奨端末にしているものの、専用端末を特に設けず、SIP対応機器であれば、IP電話機、Wi-FiIP電話機、SIPサーバなども接続、利用することができる。

## プロバイダフリー
日本国内外を問わず、インターネットに接続する環境があれば、契約しているプロバイダにかかわらず、サービスを利用することができる。
ホテルや公衆無線LANを利用することで、移動先でも同じ番号が使える。

## 声メール
留守番電話からの派生として、吹き込んだ音声メッセージをメールに音声ファイルとして添付して送信する「声メール」サービスがあり、無料のG-LEX 基本サービスユーザーも利用することができる。

## 着信プロファイル
かけてきた相手の電話番号と時間帯を組み合わせて着信方法を自由に設定できる。着信プロファイルは、Web上のマイページから設定できた。

## CM
アタリマエダノクラッカーズを起用したCMをWEBサイトで公開していた。

## 歴史
- 2006年
  - 6月15日 - サービス提供開始。050番号で発着信が可能な「G-LEX Personal（じーれっくす ぱーそなる）」、無料の「G-LEX Lite（じーれっくす らいと）」のふたつのラインナップを提供する。
  - 8月29日 - それまでメンバー間の通話のみ可能だった「G-LEX Lite」で、固定電話や携帯電話など一般電話からの着信ができるようになる。
  - 11月2日 - CMをWEB公開。
- 2007年
  - 8月1日 - G-LEX NEXT VERSIONベータリリース。
  - 12月3日 - G-LEX NEXT VERSION正式版開始。自分専用の050番号を維持し、留守録メッセージが入った際のお知らせメール等、新機能を持った「G-LEX 050番号サービス」、従来の声メール機能に加えて留守録サービス等新たに利用可能オプションが加わった、無料の「G-LEX 基本サービス」を提供する。
- 2008年
  - 4月7日 - マイページにて通話料金が表示されるようになる。
  - 4月15日 - 着信プロファイルに「不在アナウンス」項目が追加された。
  - 9月17日 - 9月30日をもってサービス廃止の発表がされた。
  - 9月30日 - サービスが廃止された。